# Dr. Luke
Лу́каш Го́твальд (или Dr. Luke) — американский композитор и продюсер. Он является продюсером и соавтором одних из самых популярных песен конца 2000-х и начала 2010-х, таких, как «Girlfriend» Аврил Лавин, «Since U Been Gone» Келли Кларксон, «Circus» Бритни Спирс, «Hot n Cold» Кэти Перри, «Tik Tok» Кеши. В 2009 году журналом «Billboard» он был назван одним из лучших продюсеров десятилетия и автором года в 2010-м и 2011-м по версии Американской ассоциации авторов песен ASCAP.

## Биография
Лукаш (Люк) родился в небольшом американском городе Уэстерли, в северном штате Род-Айленд в семье потомков эмигрировавших польских евреев — архитектора и дизайнера интерьера, но вырос в Нью-Йорке. Его растили в еврейских традициях, у них дома не было телевизора. У Люка есть две сестры: старшая —художница Везна и младшая — Анеля. Также у него есть кузина Татьяна, которая иногда принимает участие в работе в студии в качестве личного ассистента.
В 13 он самостоятельно научился играть на гитаре старшей сестры, потому как родители отказались покупать ему барабанную установку. В это время Люк стал торговать наркотиками, за что был исключен из нескольких школ подряд и, в дальнейшем, неоднократно критикуем рецензентами его песен «для подростков».
Люк два года учился в консерватории «Манхэттенская музыкальная школа» по специальности джаз-гитара, где он играл лучше преподавателей всё, кроме джаза, после чего его взяли главным гитаристом в популярное шоу «Субботним вечером в прямом эфире», где он играл почти 10 лет. Как признаётся сам Люк, он до сих пор не умеет играть на гитаре классику.
В это время он приобретает известность в хип-хоп среде Нью-Йорка, работает с Mos Def, который и придумал псевдоним «Доктор Люк».
В 2002 выпустил винил «Wet Lapse» под псевдонимом Каш («Kasz»), состоящем из двух треков в электро-хаус стиле.
Он участвовал в записи саундтреков для ряда фильмов для подростков:
| Фильм                  | Композиция                                                          | Год  |
| ---------------------- | ------------------------------------------------------------------- | ---- |
| Животное               | «Hey Baby»                                                          | 2001 |
| Морское приключение    | «Get on Down»                                                       | 2002 |
| Цыпочка                | «Stick ‘Em»                                                         | 2002 |
| Любовь ничего не стоит | «Got What It Takes»                                                 | 2003 |
| Борьба с искушениями   | «Come Alive», «Kinda Kinky», «Rhythm Box», «Like Whoa», «Lil’ Mama» | 2003 |
| Остров монстров        | «Got What It Takes»                                                 | 2004 |
| Сводные братья         | «Boats ‘n Hoes»                                                     | 2008 |

Также Люк продюсировал саундтрек к фильму «Мортал Комбат 2: Истребление» 1997 года.
К 2005-му он сочинил джинглы для более чем 20-ти международных реклам.
В 2004 он знакомится с продюсером Максом Мартином, у них складываются дружеские отношения. Мартин сам предлагает Люку работать вместе.

## Коммерческий успех
Из нью-йоркского диджея «средней руки» Люк становится протеже шведского композитора, знаменитого ещё с 1999 года хитом Бритни Спирс «…Baby One More Time».
Вместе в 2004 они написали песню «Since U Been Gone», которую предлагали многим исполнительницам:

Я пытался дать эту песню Пинк, но никак не мог добраться до неё. А Келли Кларксон оказалась неожиданно правильным артистом.
Оригинальный текст (англ.)
I tried to get it to Pink, but I couldn’t reach her. But Kelly Clarkson was unexpectedly the exact right artist.

— New York Magazine
Победительница American Idol приехала в Швецию, на родину Мартина. Первая же работа Люка стала хитом № 1 лета 2005 года, заняв высшую позицию в чарте «Billboard Pop» и получила премию «Гремми» 2005 года за «Лучший женский вокал». После начала работы с Лукашем Макс Мартин поменял свой стиль.
Так Люк начал работать с поп-исполнительницами, потому что «они лучше продаются»:

Если вы посмотрите сейчас на чарты, здесь не так уж и много певцов. Не важно какая у этого причина, девушки продаются лучше и их чаще крутят по радио.
— National public radio
В 2005 году он сотрудничал с Лионой Льюис, Пинк.
В 2006 году продюсировал «Love Me Or Hate Me (Fuck You!!!)» для Lady Sovereign — первой британской исполнительницей рэпа на хип-хоп лейбле Def Jam и первой, получившей ротацию на американском радио.
В июне он сочинил дебютный сингл Пэрис Хилтон «Stars Are Blind».
В конце 2006 года он принял участие в записи 7 песен для третьего альбома Аврил Лавин «The Best Damn Thing», включая самый успешный её сингл «Girlfriend». В мае за песню «Girlfriend» он был обвинён в плагиате панк-группой 70-х годов «The Rubinoos», но, как написала Аврил в личном блоге:

Люк и я не сделали ничего дурного и здесь нет основания для их иска.
Оригинальный текст (англ.)
Luke and I have done nothing wrong and there is no merit to their claim.

— Официальный сайт Аврил Лавин
Позже иск был снят без оглашения обстоятельств, но, несмотря на успешность записанных совместно композиций, для участия в записи следующего альбома Аврил Люк приглашён не был.
В том же году он работал с Lil Mama для песни «Lip Gloss» — незамеченной из-за одновременного релиза с хитом «Umbrella» Рианны.
В 2008 он начал работать с Кэти Перри. Песни «I Kissed a Girl» и «Hot n Cold» стали хитами года.
Впервые он был приглашён продюсировать часть песен с альбома Бритни Спирс «Circus», включая заглавную песню.
В феврале 2009 он приступил к работе с рэпером Флоу Райда. Версий для композиции «Right Round» было записано несколько с разными продюсерами, но Люк пригласил начинающую певицу Кешу, для женского вокала припева и убедил, что в этом случае песня станет хитом:

Чувак, я говорю это не потому что хочу заработать. Я говорю это только для тебя. Моя версия песни — лучше.
Оригинальный текст (англ.)
Dude, I am not telling you this because I’m going to get paid. I’m telling this for you. Mine is a better version of the song.

— Интервью Люка
В том же году он снова начал работать с Келли Кларксон (второй альбом был записан без Люка и был не успешным). Они записали композицию «My Life Would Suck Without You», за которую (и ряд других) Люк получил в начале 2010 звание лучшего американского композитора по версии «Американской ассоциации авторов».
В августе вышел первый сингл Кеши, спродюсированный Люком, а в январе следующего года — альбом «Animal». Контракт с Кешей у Люка был подписан ещё в 2005 году и в течение этого времени Кеша заключила посторонний контракт и после успеха сингла «Tik Tok» тот менеджер подал в суд на Люка на 14 миллионов долларов компенсации. В декабре 2012 года дело было закрыто по соглашению сторон. Условия сделки не оглашались.
В том же году Люк сотрудничал с Майли Сайрус для её третьего альбома «The Time of Our Lives».
В 2010 году Люк продолжил работу с Кэти Перри над третьим альбомом Teenage Dream. Летний хит «California Gurlz» стал № 1 в чарте закачек iTunes, но был воспринят критиками неодобрительно за самоплагиат ритмического рисунка с «Tik Tok».
Он начал сотрудничать с телевизионным каналом Nickelodeon и написал музыку к двум подростковым сериалам — Виктория-победительница и АйКарли. Заставка к первому сериалу была отмечена наградой ASCAP.
В том же году он работал с Jessie J над песней «Price Tag» (был упомянут во вступлении как «Coconut Man») и That’s All She Wrote для рэперов T.I. и Эминема.
В конце 2010 года он с Максом Мартином записал для Бритни Спирс заглавную песню для её следующего альбома Femme Fatale 2011 года. «Hold It Against Me» сама певица назвала «монстром», а Люк — «жесткой и немного электронной».
В ноябре 2011 он заключил контракт в 60 млн долларов с Sony Music Entertainment на эксклюзивные права на его работу в течение следующих пяти лет и образование нового лейбла в январе следующего года Kemosabe Records, на который он свободен подписывать любых артистов. Кэти Перри подписана на лейбл-конкурент Сони Virgin Records и лишь к февралю 2013 года компании пришли к соглашению, что Люк всё же продолжит коммерчески успешное сотрудничество с певицей.
Он впервые работает с Рианной для её альбома Talk That Talk над тремя композициями, две из которых были выпущены как синглы: You da One и Where Have You Been.
В 2012 песня Кэти Перри «Part of Me» стала его 20-м номер 1 в чарте Billboard Hot 100, а «Wide Awake» добралась только до второй позиции в этом же чарте.
В конце 2012 он работал с британским бой-бэндом One Direction над песней Rock Me
В этом же году Кеша приступила к записи второго альбома Warrior, все песни на котором были спродюсированы Лукашем, и выпустила сингл «Die Young» в декабре.
Также Лукаш работал над рядом композиций с английской певицей Marina and the Diamonds и написал балладу Lovebird для Леоны Льюис.
Лукаш назван лучшем автором песен 2010 года по версии журнала Биллборд
В начале 2013 года Dr. Luke сосредоточился на развитии шестнадцатилетней певицы Becky G, записал две песни для нового альбома Майли Сайрус, спродюсировал Fall Down для дуэта Will.I.am и Майли Сайрус, написал композицию Walks Like Rihanna для английской группы The Wanted, музыкально подражающую стилю ранним работам его друга Макса Мартина для Backstreet Boys (музыкальный клип группы также пародирует видео Backstreet Boys 1999 года). В планах работа с Jessie J и Кэти Перри.
В октябре 2014 года певица Кеша подала к нему судебный иск, утверждая, что он совершил в отношении нее сексуальное насилие, и на этом основании требуя расторгнуть договор с ним. В июне 2023 года, за месяц до рассмотрения этого гражданского дела судом, Кеша и Dr. Luke сообщили, что они заключили мировое соглашение.

## Дискография
Dr. Luke production discography

## Творческая манера
Основой композиций Dr. Luke является сращение ритма с мелодией, когда ритм образуется не только определёнными временными соотношениями, но и изменениями звука по высоте:

Я начинал сочинять музыку с основ, в процессе обучения игры на гитаре. Потом я начал делать биты и лишь затем это понемногу сплеталось. Сейчас же я вижу, что быть продюсером — это делать правильный выбор в соотношении первого и второго, неважно, что выйдет на первый план.
— Интервью
Характерными чертами звука спродюсированных Люком композиций являются роботоподобная обработка вокала, синтезированные хип-хоп MIDI-звуки, вплетённые в записанные в живую на классических рок-инструментах гитарных риффов в быстром темпе с припевами, превосходящими по громкости песню.
Куплеты, «напряжённые и повышающие напряжение к припевам, что взято у стиля гранж», содержат «бесконечные радостные пищалки, имитирующие как музыкальные инструменты, так и человеческий голос».
Процесс записи заключается в написании ведущего ритмического рисунка, сочинении 6-7 аранжировок, выделения цепляющего момента мелодии. Затем кто-либо (исполнитель, Люк, либо приглашённый поэт) пишет лирику и вокалист записывает свою партию.
После песня сводится, добавляются новые аккорды, меняется мелодия аранжировки, добавляются эффекты «которые, скорее всего, никто никогда не расслышит».

Некоторые люди пишут замечательные песни. Я не уверен, что писать песни — это моё главное мастерство. Но я уверен чуть больше, что я умею решать какая песня подойдёт и какому артисту.
Оригинальный текст (англ.)
Certain people are amazing songwriters. I don't really know that [songwriting] is my skill. It might be more knowing what song is right for which artist. Making the right judgment calls.

— New York Magazine

## Вклад в современную поп-музыку
Начиная с «Since You’ve been Gone» Люк проталкивает в мейнстрим «более агрессивный ритм, близкий к року, сменивший синтетические звуки поп-музыки начала 2000-х».
В песнях он создаёт «образ независимой сильной женщины и обращается к табуированным темам», например, оральному сексу (партия Кеши в «Right Round»)
Наиболее частым критическим упрёком (помимо упрёка в том, что его песни крутятся по радио) является банальность лирики и отсутствие перспективы у артистов, имеющих всего один хит, спродюсированный Люком. Так, например, альбом Флоу Райда R.O.O.T.S. (2009) разошёлся тиражом всего 247 тысяч копий, а сингл с него «Right Round» — стал трижды платиновым.
В ответ Люк говорит, что не требует от песен ничего, кроме радости:

Я хочу создавать такие песни, которые доступны для понимания большинству людей, которые веселы и излучают наслаждение. Вы можете создавать депрессивную музыку, это круто, а, возможно, я сам захочу когда-либо делать нечто подобное. Но сейчас я хочу только веселиться.
Оригинальный текст (англ.)
I want to make songs that reach a lot of people and are fun and spread joy. You can make depressing music, that’s cool, and maybe I’ll want to do that sometime. But for now, I want fun stuff.

— New York Magazine

## Личная жизнь
- Женат на инструкторе по йоге Джессики Альбы Джессике Джеймс.[43] Двое детей — сын Уес и дочь Ава.
- Люк — вегетарианец. Он ест только сырые овощи и суши, сочувствуя своему отцу, болеющему раком несколько лет.
- Его сообщения в твиттере пестрят орфографическими ошибками. Например, его сообщение от имени Кэти Перри, ставшее трендом дня[44]

«А это нормально, что у меня ригулярно появляются высыпания на моей вагине?»
Оригинальный текст (англ.)
”Is it normal to have a recurrent rash with blisters on my vagina?”

— Твитер Кэти Перри
- Не прочёл ни одной книги до конца:

«он никогда не прочел книги до конца и поэтому писать слова к песням для него „не весело“, предпочитая свалить ответственность на поэтов-песенников»
Оригинальный текст (англ.)
”he’s never finished a book, and that he finds lyric writing “not fun,” preferring to farm out that responsibility to lyricists”

— Valley News If I Just Breathe, Maybe This Song Will Stop By James Hughes
- Ненавидит стиль регги.
- В 2010 году водил Toyota Prius.
- Любимый цвет — синий[45].
- Переехал из Нью-Йорка в Лос-Анджелес в 2008 году, где купил дом с четырьмя спальнями 1931 года в Голливуде за 4,69 миллионов долларов[46] и переделал его — положил везде на пол матрасы, обклеил грамотами, расставил награды, а в гостиной вместо мебели поставил синтезаторы.
- Позже он купил дом в Малибу, где построил домашнюю звукозаписывающую студию.[47]
- В 2013 совместно с группой других инвесторов он купил гору в хребте Уосатч в северном штате Юта, недалеко от Солт-Лейк Сити, где будет построена элитная деревня для горнолыжного спорта[48]. Общая сумма сделки — 40 млн долларов, цена доли колеблется от 0,5 до 2 млн долларов[49].
- Является обладателем электронного унитаза фирмы Numi стоимостью 10 тысяч долларов[50].
- Неравнодушен к статье про себя в Википедии[51], к наградам и к позициям в чартах. Он каждый день следит за перемещением своих песен в iTunes[52][53][54][55] и мечтает о том моменте, чтоб:

Услышав одну свою песню на радио-станции, переключить на другую — и услышать на ней другой свой хит, а на третьей станции — ту же песню, что на первой станции.